# Slovenská elektrizačná prenosová sústava
Slovenská elektrizačná prenosová sústava, a. s. (SEPS) je energetická společnost v plném vlastnictví státu, která „vykonává činnost provozovatele přenosové soustavy SR tak jak to požaduje Směrnice 2003/54 / ES“. Mezi hlavní úkoly tedy patří provoz Přenosové soustavy SR včetně dispečinku. Společnost také zprostředkuje nákup a prodej elektrické energie z a do zahraničí a provádí další podpůrné služby. V roce 2011 byla podle základního kapitálu devátou největší společností ve stoprocentním vlastnictví státu. SEPS vlastní a provozuje 3043,879 km elektrických vedení se 7360 stožáry a 26 elektrických stanic (stav z roku 2017). Během roku 2017 PS přenesla celkem 31 975,123 GWh elektrické energie. Byl to 9,2% nárůst oproti předchozímu roku a zároveň nejvyšší objem v historii slovenské přenosové soustavy. Přenosové ztráty tvořily 1,08 % Generálním ředitelem společnosti je od 10. ledna 2017 Ing. Miroslav Obert.

## Galerie

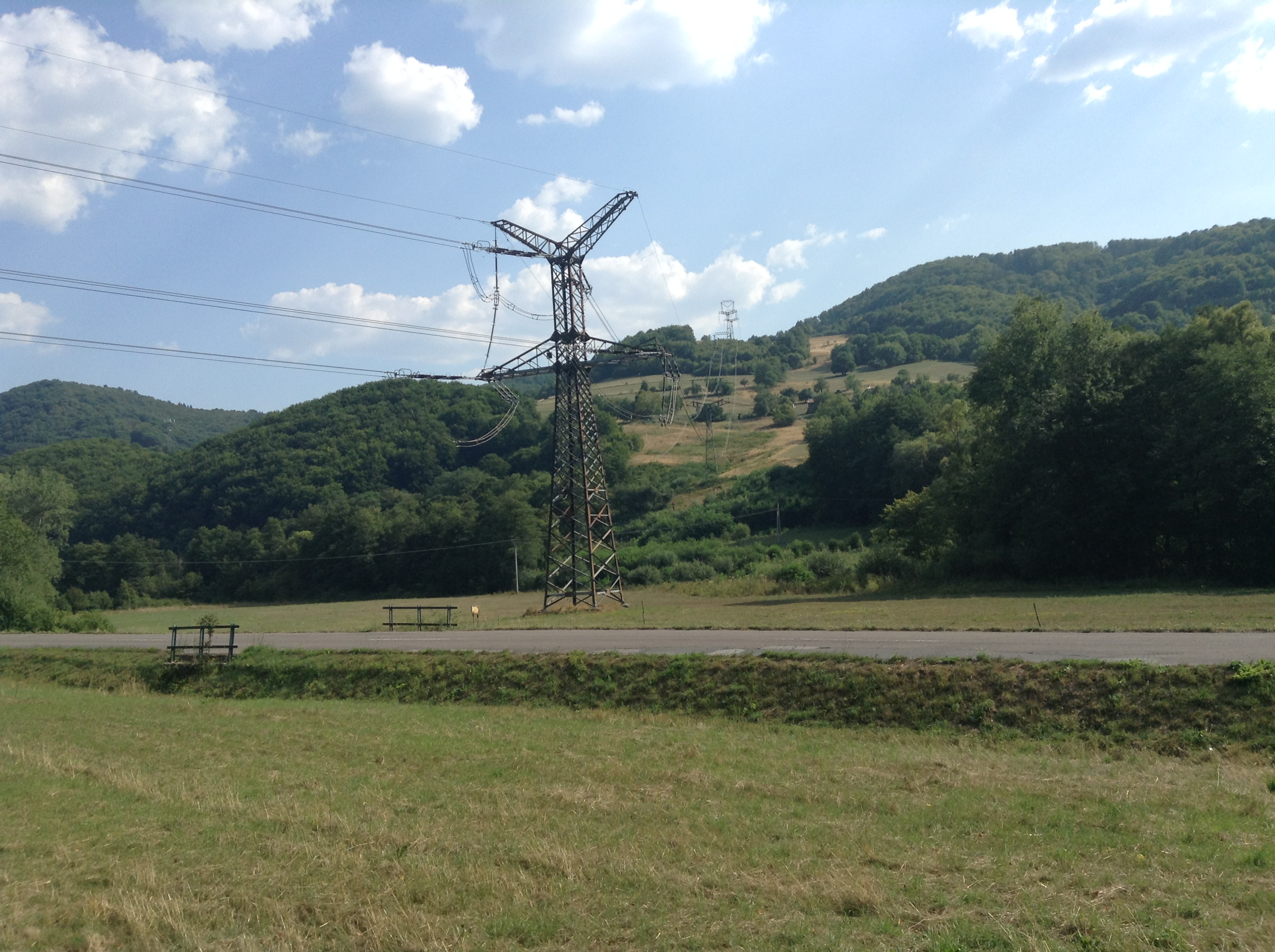
Vedení č. 492 (400kV) křižuje silnici II/512 mezi městem Žarnovica a obcí Horné Hámre
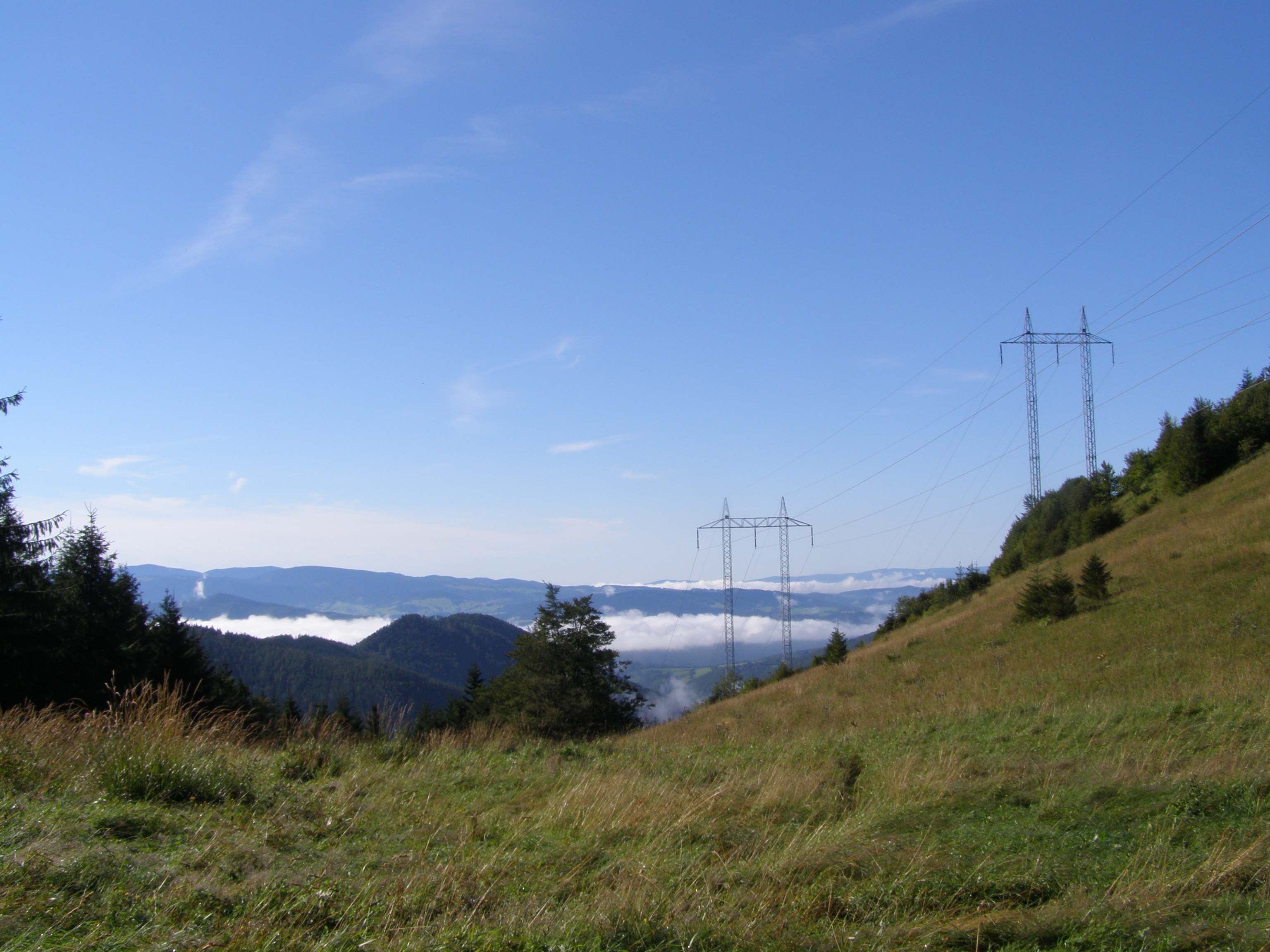
Bývalé vedení V272 a V273 (220kV) překračují Hiadeľské sedlo
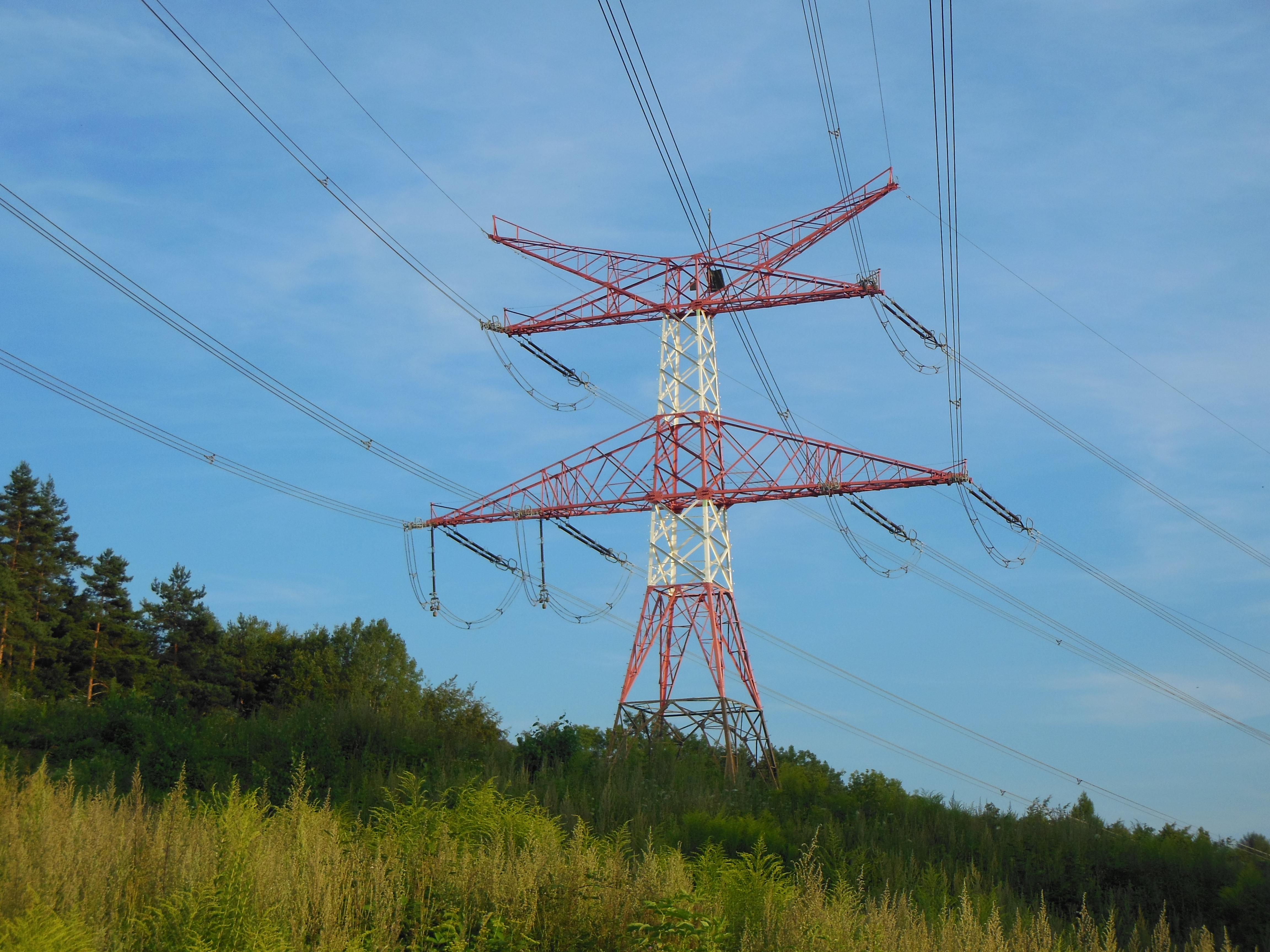
Vedení 477 a 478 Lemešany – Krosno (Polsko) s napětím 400 kV východně od obce Ruská Nová Ves v okrese Prešov
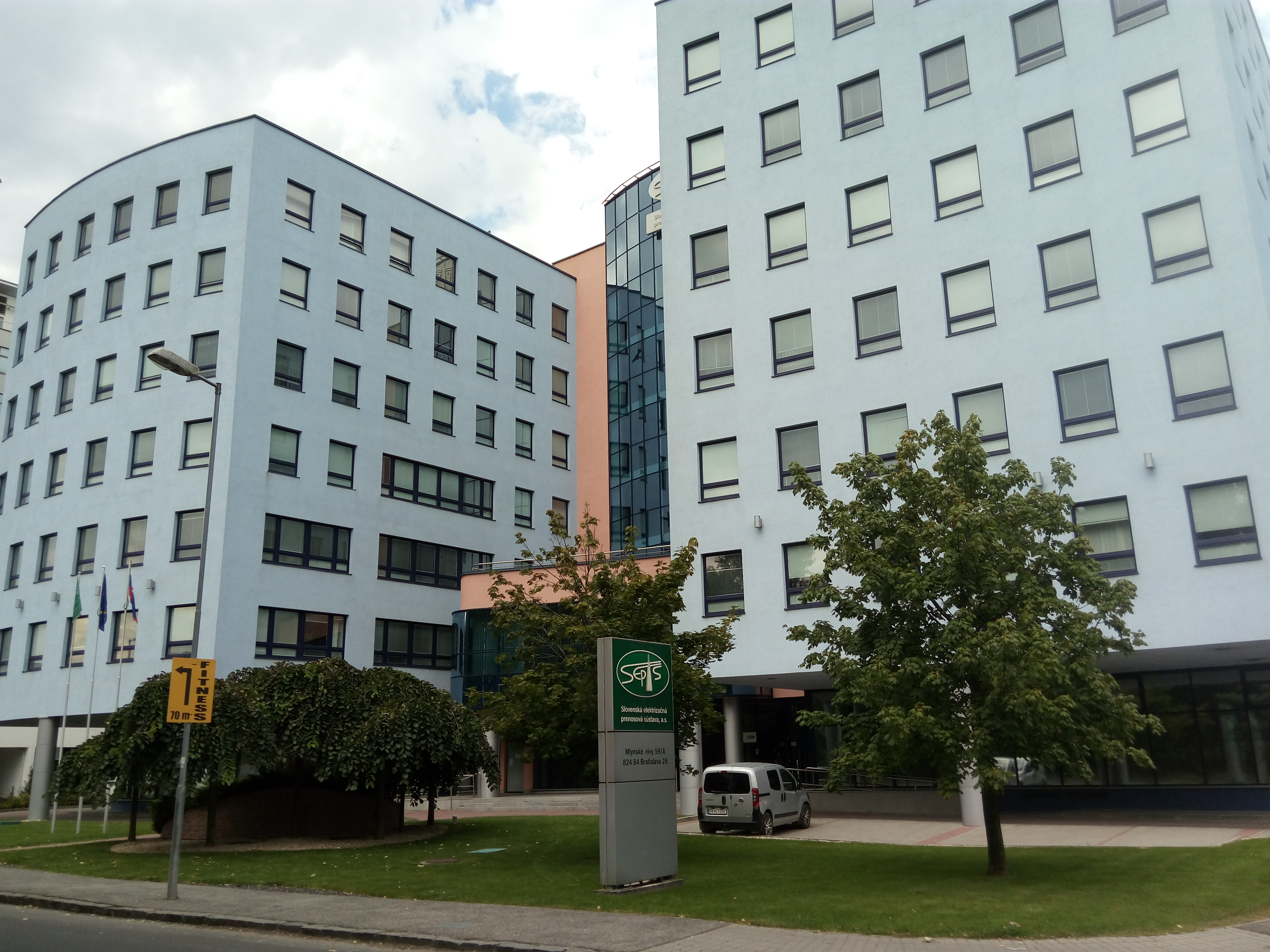
Sídlo společnosti na adrese Mlynské nivy 59/A v Bratislavě